# Gallicolumba hoedtii
Gallicolumba hoedtii là một loài chim trong họ Columbidae.
Loài này được tìm thấy trên Wetar, Indonesia và Timor. Môi trường sống tự nhiên của chúng là rừng ẩm ướt và rừng trong khu rừng, có thể cả rừng cây và tre nứa. Bị đe dọa do mất môi trường sống và săn bắn, loài được đánh giá là loài nguy cấp bởi IUCN.

## Phân loại
Năm 1871, Hermann Schlegel mô tả loài này là Leptoptila hoedtii từ Wetar. Loài này là đơn loài. Loài này đã được di chuyển từ chi Gallicolumba sang Alopecoenas.. Tên cụ thể có nguồn gốc từ Dirk Samuel Hoedt, một nhà sưu tập người Hà Lan sở hữu các đồn điền ở Đông Ấn.

## Mô tả
Chiều dài thân dài khoảng 27 cm (11 in). Chim trống có đầu màu xám xanh và cổ trắng xám. Ức màu kem nhạt, và bụng là đen. Cổ sau có màu nâu đỏ. Lưng và mông màu nâu da bò. Lông đuôi có màu nâu đậm, và có một miếng vá màu tím ở hai bên vú và lông bí mật thấp hơn. Mũi là màu đen, và chân có màu tím đỏ. Đầu, cổ và ức của chim mái màu hạt dẻ gai. Phần trên và bụng của nó có màu nâu ô liu.

## Phân bố và môi trường sống
Loài này được tìm thấy ở Wetar và Timor. Ít hơn 20 cá thể chim được thu thập trên Wetar khoảng năm 1900, và có rất nhiều hồ sơ trong năm 2008 và 2009. Ở Đông Timor, năm hoặc bốn con chim được ghi lại gần biên giới với Indonesia vào năm 2005. Có các hồ sơ từ chỉ ba địa phương ở Tây Timor. Loài này được tìm thấy ở độ cao lên đến 950 m (3.120 ft). Môi trường sống của nó là rừng mưa gió và rừng phòng hộ, có thể là rừng và tre nứa.

## Hành vi
Chim bồ câu Wetar đã được quan sát thấy ăn trái cây Ficus trên mặt đất. Nó xuất hiện để sinh sản trong mùa khô, làm tổ trong tán. Nó đã được ghi âm gọi từ tán cây, cho một cuộc gọi whu-wup mềm, đôi khi với du du-wup trước hoặc một trrr sau khi nó

## Tình trạng
Kích thước quần thể trên Wetar ước tính dưới 10.000 con và có thể dưới 3.000. Kích thước quần thể chim trên đất liền của Wetar ước tính khoảng 1500-7000 người trưởng thành, hoặc 2500-9999 tổng số cá thể. Dân số đang giảm nhanh chóng. Các mối đe dọa đối với các loài này bao gồm mất môi trường sống và săn bắn. Có nhiều sinh cảnh bị phá hủy và săn bắn trên Timor. Trên Wetar, ít săn bắn hơn do không thể tiếp cận được của hòn đảo, nhưng rừng ranh giới có thể đe dọa loài này. Khai thác mỏ và xây dựng đường cũng có thể tăng lên. Tổ chức Bảo tồn Thiên nhiên Quốc tế đã đánh giá tình trạng bảo tồn của nó là một nguy cơ tuyệt chủng. Các khu vực được bảo vệ ở Tây Timor và Wetar đã được đề xuất.